# Katri Helena
Katri Helena Kalaoja, conocida como Katri Helena, (Tohmajärvi, 17 de agosto de 1945) es una cantante finlandesa, quien sigue con su carrera musical desde los años 1960.
Comercialmente hablando, Katri Helena es una de las cantantes más populares de su país. Durante su carrera, ella ha vendido cerca de un total de 630,000 copias, lo que la convierte en la segunda cantante solista con mayores ventas en Finlandia, detrás de Madonna y además, ocupa un puesto entre los 20 artistas musicales con mejores ventas en el mercado finlandés.
Ha tenido varios éxitos, incluyendo "Puhelinlangtat laulaa", "Katson sineen taivaan" y "Syysunelma". Además, representó en dos ocasiones a su natal Finlandia en el Festival de la Canción de Eurovisión: en 1979 con su canción "Katson sineen taivaan" ("Estoy mirando al cielo azul") y en 1993 con la canción "Tule luo" ("Ven a mi"). También participó en el Festival Internacional de la Canción de Sopot en 1969, donde cantó "Valssi" durante el día Polaco.

## Carrera
La carrera musical de Helena comienza en 1963, con el lanzamiento del sencillo "Poikien kuvat". Al año siguiente, publica la canción "Puhelinlangat laulaa", transformándose en quizá, la canción más conocida de ella. Trabajó junto a Juha Vainio y Jukka Kuoppamäki. El año 1970, fue el año en que lanzó la mayor cantidad  de sencillos, como por ejemplo, "Baloma blanca", "Vasten auringon siltaa", "Katson sineen taivaan", "Katson autiota hiekkarantaa", "Syysunelma", "Nuoruus on seikkailu", "Lintu ja lapsi", entre otros. 
Su disco de 1992, Anna mulle tähtitaivas, se transformó en un éxito y llevó a que Katri recibiera un premio por parte de los Emma Gaala.
Katri Helena ha trabajado con tres compañías discográficas a lo largo de su carrera artística. Comenzó grabando en 1963 bajo PSO. Diez años después, en 1973, firmó con Scandia, quiénes, junto a sus compañeros discográficos de Finnlevyn, se unieron a Warner Music Group en 1993.
En 2000, formó parte del concierto Leidit lavalla, donde participaron tres voces femeninas finlandesas: Paula Koivuniemi, Lea Laven y Marion Rung.
En 2004, se fue de gira junto al cantante finés Jari Sillanpää en un tour titulado MeStarat. En 2007, volvieron a realizar la misma gira juntos pero bajo el título de MeStarat Joulushow, donde se presentaron en los principales escenarios del país nórdico. Antes de la Navidad de 2007, Katri Helena y Sillanpää habían logrado vender más de 5,000 copias del sencillo "Vierellesi kaipaan", recibiendo la certificación de oro. 
Katri Helena fue galardona en 2007 con la Medalla Pro Finlandia.
En octubre de 2012, Katri Helena participó en el programa de Nelonen, Vain elämää.
El 16 de agosto del 2025 anunció su retirada de la música a sus 80 años

## Vida personal
Su primer matrimonio finalizó en divorcio a comienzos de su carrera musical. Luego se casaría con el músico Timo Kalaojan, con quién estaría comprometido hasta su muerte en 1988. Timo murió de un ataque al corazón cuando se dirigían a un concierto. Tuvieron tres hijos, Hannah, Maija y Juha, siendo este último su único hijo, quién también murió de un ataque al corazón a los 33 años, en 2009. En 1997, la cantante contrajo matrimonio con el escritor Panu Rajala, de quién se divorció en 2004.
Vive en Askola, Uusimaa desde 2006.

## Discografía
Álbumes de estudio
- Vaalea valloittaja (1964)
- Puhelinlangat laulaa (1964)
- Katri Helena (1966)
- Katupoikien laulu (1967)
- Paikka auringossa (1968)
- Ei kauniimpaa (1969)
- Kai laulaa saan (1971)
- Lauluja meille kaikille (1972)
- Kakarakestit (1973)
- Kun kohdattiin (1973)
- Paloma Blanca (1975)
- Lady Love (1976)
- Ystävä (1978)
- Katson sineen taivaan (1979)
- Sydämeni tänne jää (1980)
- Kotimaa (1981)
- Minä soitan sulle illalla (1982)
- Kirje sulle (1984)
- On elämä laulu (1986)
- Almaz (1988)
- Juhlakonsertti (1989)
- Anna mulle tähtitaivas (1992)
- Lähemmäksi (1994)
- Vie minut (1995)
- Hiljaisuudessa (1996)
- Missä oot (1998)
- Leidit levyllä (2000)
- Tässä tällä hetkellä(2004)
- Elämänlangat (2006)
- Hiljaisuudessa (2006)
- Tulet aina olemaan (2009)
- Valon maa (2011)
- Taivaan tie (2014)
- Niin on aina ollut (2015)

Compilaciones
- Katri Helenan parhaimmat. 1 (1972)
- Katri Helenan parhaimmat. 2 (197?)
- Katri Helenan parhaimmat. 3 (197?)
- Katri Helenan kauneimmat (1977)
- Parhaat päältä (1978)
- Katri Helena – 28 toivotuinta levytystä (1987)
- Kauneimmat rakkauslaulut (1989)
- Toivotut (1992)
- 20 suosikkia – Puhelinlangat laulaa (1995)
- 20 suosikkia – Syysunelma (1995)
- 20 suosikkia – Anna mulle tähtitaivas (1997)
- Musiikin tähtihetkiä (2001)
- Sydämeni laulut (4CD, 2003)
- Sydämeni laulut: neljä vuosikymmentä tähtitaivaalla (2 CD, 2003)
- 30 suosikkia (2011)
- Sinivalkoinen kokoelma (2CD, 2012)
- Suuret suomalaiset / 80 klassikkoa (2CD, 2016)